# 范照兵
范照兵（1958年4月2日—），湖北天门人。1982年1月参加工作，1981年4月加入中国共产党。华中农学院农学系农学专业毕业，大学学历。
1978年，在华中农学院农学系农学专业学习，获农学学士学位。1982年，任农业部办公厅秘书处秘书（1986年4月—1987年6月，挂职任江苏省吴县农工部副部长）。1987年，任部长办公室副主任。1989年，任部长办公室主任。1993年，任农民日报社副社长、副总编辑。1993年，任中央财经领导小组办公室农村组副局级干部。
1997年，任中共重庆市委研究室副主任（正厅局级）。2000年，任中共重庆市委副秘书长、市委研究室主任。2004年5月，任中共重庆市委常委、秘书长，办公厅主任（至2009年），市委研究室主任（至2005年）、市直机关工委书记（兼）。2010年6月，任中共重庆市委常委、统战部部长，重庆社会主义学院院长（兼）。
2013年7月，任中共河北省委常委、统战部部长。2015年8月，兼任中共河北省委秘书长。2016年11月，不再担任中共河北省委常委、统战部部长、秘书长，任河北省人大常委会党组副书记。2017年1月，当选河北省人大常委会副主任。2017年4月，任河北省人大常委会党组书记。2018年2月24日，当选为第十三届全国人大代表。